# Alice Nine
Alice Nine (アリス九號., o alice nine.) és un grup de rock visual kei del Japó. Fou format el 2004 i originalment signaren amb PS Company, una subdivisió de Free-Will. El 2007, la banda signa conjuntament amb PS Company i King Records al Japó, també amb la discogràfica alemanya CLJ Records en Europa han llançat tres àlbums, i diversos EPs, senzills i DVDs.

## Membres
- Shou (将) – veus
- Hiroto (ヒロト) – guitarra
- Tora (虎) – guitarra
- Saga (沙我) – baix, cors
- Nao (ナオ) – Bateria

## Discografia

### Àlbums i EPs
- [2004.11.17] Gion Shouja no Kane ga Naru (祇園盛者の鐘が鳴る; The Gion Temple's Bells Toll)
- [2005.07.27] ALICE IN WONDEЯLAND
- [2005.11.23] Kasou Musou Shi (華想夢想紙; Flower Fancying Dream Fancying Paper)
- [2006.04.26] Zekkeishoku (絶景色; Vivid Scenery of Colors)
- [2007.11.28] Alpha
- [2009.01.14] Vandalize

### Senzills
- [2004.07.05] Namae wa, Mada Nai (名前は、未だ無ひ。; I Don't Yet Have a Name)
- [2005.03.30] Gin no Tsuki Kuroi Hoshi (銀の月 黒い星; Silver Moon, Black Star)
- [2005.04.27] Yami ni Chiru Sakura (闇ニ散ル桜; Cherry Blossoms Scattered in the Darkness)
- [2005.05.25] Yuri wa Aoku Saite (百合は蒼く咲いて; Lilies Bloom Palely)
- [2006.01.25] Kowloon -NINE HEADS RODEO SHOW- (九龍; Nine Dragons)
- [2006.02.22] FANTASY
- [2006.02.22] Akatsuki/Ikuoku no Chandelier (暁/幾億のシャンデリア; Dawn/Several Million Chandeliers)
- [2006.10.04] Blue Planet
- [2006.10.04] Number Six
- [2007.03.21] Jewels
- [2007.06.06] White Prayer
- [2007.10.24] Tsubasa
- [2008.03.26] Mirror Ball
- [2008.08.06] Rainbows
- [2008.12.10] Cross Game

## Home video
- [2006.01.12] Alice in Wonderfilm
- [2006.xx.xx] Peace & Smile Carnival Tour 2005 (～皆そろって笑顔でファッキュー～)
- [2006.10.04] Number Six
- [2007.01.24] Hello, Dear Numbers
- [2007.07.10] Kachoufuugetsu Vol.2 (花鳥風月 Vol.2)
- [2007.07.11] Royal Straight Flash
- [2007.09.03] Royal Straight Kingdom
- [2008.07.02] Alice in Pictures I
- [2008.07.02] Alice in Pictures II
- [2008.10.29] Discotheque play like "A" Rainbows -enter&exit-
- [2009.04.15] PSCompany 10th Anniversary Peace & Smile Carnival (PS Company 10周年記念公演)